# 埃诺·赖利奥
埃诺·赖利奥（芬蘭語：Eino Railio，1886年6月11日—1970年2月3日），生于赫尔辛基，芬兰男子竞技体操运动员。他曾获得1908年夏季奥运会体操比赛男子团体全能铜牌。他于1970年在赫尔辛基去世。